# المساوية (إب)

تعديل مصدري - تعديل

المساوية محلة تابعة لقرية رجاح، التابعة لعزلة شعب يافع بمديرية إب إحدى مديريات محافظة إب في الجمهورية اليمنية.، بلغ تعداد سكانها 43 حسب تعداد اليمن لعام 2004.